# Britta Thomsenová
Britta Thomsenová (* 23. ledna 1954 Aalborg) je dánská politička, která od roku 2004 do roku 2014 působila jako poslankyně v Evropském parlamentu. Je členkou sociální demokracie, která je součástí Strany evropských socialistů.
V parlamentu Thomsenová působila jako místopředsedkyně Výboru pro průmysl, výzkum a energetiku. Byla také členkou Výboru pro práva žen a rovnost pohlaví, zástupkyní Výboru pro rozvoj a místopředsedkyní delegace pro vztahy s Jihoafrickou republikou. Podpořila Manifest Spinelliho skupiny.

## Kariéra
- Stipendium, Nordic Africa Institute, Uppsala (1979)
- Studium portugalského jazyka a kultury, Univerzita v Lisabonu (1979–1980)
- Studium portugalštiny a španělštiny, Aarhuská univerzita (1980-1983)
- MA (historie), Aarhuská univerzita
- Učitelka a organizátorka vzdělávacích kurzů pro dospělé (1983–1989)
- Konzultantka (různé smlouvy)
- Konzultantka, HK (Unie obchodních a administrativních zaměstnanců v Dánsku), zodpovědná za mezinárodní projekty a průzkumy v odvětví cestovního ruchu a služeb (1994–2000)
- Ředitelka a majitelka společnosti Facilitate (poradenství), zabývající se problematikou trhu práce na evropské úrovni (2001–2004)
- Dánští sociální demokraté
- Členka programového výboru strany (2000)
- Publikace: články o Portugalsku v různých dánských časopisech